# Wonorejo Wetan
Wonorejo Wetan is een bestuurslaag in het regentschap Purworejo van de provincie Midden-Java, Indonesië. Wonorejo Wetan telt 357 inwoners (volkstelling 2010).